# セムィホールィ
セムィホールィ（ウクライナ語：Семиго́ри；意訳：「七山」）は、ウクライナのキーウ州オブーヒウ地区にある村。イヴァン・ネチューイ＝レヴィーツィクィイの小説『カイダーシュの家族』の舞台となっている。面積は約2.1km²（2005年）。人口は405人（2005年）。